# Пихтиен
Пихтиен (устар. Пехте-Ен) — река в России, протекает по территории Ямало-Ненецкого автономного округа. Устье реки находится в 210 км по левому берегу реки Корылькы. Длина реки составляет 48 км.

## Данные водного реестра
По данным государственного водного реестра России относится к Нижнеобскому бассейновому округу, водохозяйственный участок реки — Таз. Речной бассейн реки — Таз.
Код объекта в государственном водном реестре — 15050000112115300065369.